# コンピレーション・アルバム
コンピレーション・アルバム（Compilation Album）は、特定のテーマや一定のコンセプトに基づいて集められた楽曲によって構成された音楽アルバム。「コンピレーションアルバム」とも表記されるほか、「コンピレーション盤」とも称し、省略されて「コンピレーション」、「コンピ」、「コンピレーション・ベスト」、「コンピベスト」、「コンピ盤」と呼ばれることもある。日本語では「編集盤」「編集企画盤」「編集アルバム」として言及されることもある。CDアルバムの場合は「コンピレーションCD」と称することもある。以前は「オムニバス・アルバム」と称していた。
多くの場合、様々なアーティストの曲を収録しているが、特定のアーティストやグループの曲だけで構成されたものも少なくない。
なお「コンピレーション（Compilation）」は「編集」という意味である。

## 概要
1970年代まではレコード会社や音楽出版社が主導して、所属アーティストやバンドの録音時期の異なる既発表のヒット曲を集めた「ベスト盤」や、あるジャンルの複数のアーティストによる「ヒット集」、作曲家に焦点を当てた「クラシックアルバム」などをリリースしていた。
1980年代に入ると『NOW』や『HITS』に代表される、複数のレコード会社が共同してポピュラー音楽の最新ヒット曲を集めたコンピレーション・アルバムの制作がイギリスで始まり、独自のヒットチャートが作成される
ほど市場が成長した。複数のレコード会社が協力することになった理由は、音源を借りる側はアルバムの内容を充実でき、貸す側はリスクなしに印税収入を期待できるという、双方に利益があるためと説明されている。
日本では1986年に発売されたBEAT EXPRESS以降、1990年代に盛んになったが、特に1993年に発売された『ナウ1』は百万枚ほどを売り上げたとされ、以降は外国の大物アーティストたちからのコンピレーション・アルバム収録への許諾が得やすくなったとされる。

## 類型
「コンピレーション・アルバム」は大きく分けると、特定のアーティストやグループの曲で構成されたものと、複数のアーティストやグループの曲で構成されたものの二つになる。よくある類型には、次のようなものがある。
- 『グレイテスト・ヒッツ (Greatest hits)』、『ベスト・オブ・〜 (best of)』、『シングルズ・コレクション (singles collection)』『アンソロジー』などと題された、そのアーティストやグループのよく知られた楽曲を集めたベスト・アルバム[8]。発売時点でまだ活動中であれば、1曲ないし数曲の未発表曲を収録して、既に他の収録曲を手元に持っているファンたちがそのアルバムを買う気になるよう仕向けるインセンティブとすることがよく行われる[注釈 4][9]。

- シングルのカップリング曲や他のコンピレーション・アルバムのみに収録されていた曲、リミックス曲など、そのアーティストやグループのオリジナルアルバムに収録されていない曲をまとめたもの。

- 様々なアーティストが収録された特定ジャンル、例えば、ジャズ、シンセポップ、ロック、クラシック[10]などのコンピレーション。これには、特定の年、十年代、時代など、同じ時期のものを集めたものもあれば、共通の主題で構成されたものもあり、映画やドラマのサウンドトラック・アルバムはその最も代表的な形態である[2][11]。

- 様々なアーティストが収録されたヒット曲のコンピレーション。この分野は、1970年代はじめから市場で大きな成功を収めてきた形態である。最近のヒット・シングルの曲が1枚に収録されている。1970年代には、これがLP盤で10曲ないし12曲、あるいはそれ以上が収録されていた。1980年代には、片面に6曲から8曲を収めたアルバムを2枚組で出す形が定番となった。その後は、CDが主流となっており、通常は、CD1枚のものから、2枚組、3枚組、場合によってはボックス・セットになっているものもある[12]。

- またレコード会社が、ラジオ局や雑誌などと提携して制作する例もある[8]。複数の新人アーティストのプロモーションで使われる場合もある[5]。

## 印税
アメリカ合衆国では、複数のアーティストの曲が収録されている場合、印税は通常は比例配分される。多くの場合、1枚のレコードの売り上げのうち一定の比率（1999年の時点で典型的には12%から14%）が、そのアルバムに収録されたアーティストの数で割られることになる。しかし一部のレコード会社は手続きを簡略化し、収録されたアーティストの数に関係なく、比率であれ定額であれ、丸めたキリのいい金額で支払う傾向にある。1999年の時点では、レコード1枚につき1%から2%、あるいは15セントから16セントといった決め方であった。コンピレーション・アルバムに、他のレコード会社の音源を収録する場合、印税はアーティストと原盤権を持つ会社とで分けられる。

## ジャンル

### 邦楽
フォーク・ニューミュージック
| CD BOX（通販含め）                                                                          |
| ------------------------------------------------------------------------------------------- |
| きらめきのフォーク・ミュージック                                                            |
| 青春の歌風景 〜フォーク&ポップス全集〜                                                      |
| FOREVER YOUNG (コンピレーションアルバム)                                                    |
| 君の詩                                                                                      |
| 青春ライブラリー〜あの頃聴いた歌                                                            |
| 僕らの時代 フォーク&ニュー・ミュージックベスト100                                           |
| 詩の贈りもの                                                                                |
| 青春の時代                                                                                  |
| あの時代にかえりたい                                                                        |
| MY SONG〜永遠のニューミュージック〜                                                         |
| あぁ青春のフォーク&ポップス                                                                 |
| オールナイトニッポン 真夜中のフォーク伝説                                                   |
| 不滅のフォークソング                                                                        |
| Good Days J-フォーク&ポップス 70's                                                          |
| NHKフォークソング大全集                                                                     |
| フォーク&ポップス・ザ・ベスト・セレクション                                                 |
| 青春BGM -深夜ラジオに想いを託して-                                                          |
| オールナイトニッポン 青春の45回転                                                           |
| フォーク・ポップス 黄金時代                                                                 |
| フォーク&ニューミュージック大全集                                                           |
| 青春の歌 〜永遠のフォーク大全集〜                                                           |
| ダイアリー 〜永遠のニューミュージック大全集〜                                               |
| ベスト・フォーク100 〜青春のFOLK&POPS〜                                                     |
| ベスト・ニューミュージック100                                                               |
| MY LIFE 〜青春のバイブル〜                                                                  |
| SUPER BEST ニューミュージック・コレクション                                                 |
| 想い出のフォーク・ヒット                                                                    |
| 青春☆メモリアル・フォーク                                                                   |
| 永遠のフォーク・ヒット                                                                      |
| 私の青春譜 〜フォーク&ニューミュージック・セレクション〜                                    |
| イルカのミュージック・ハーモニー - FOLK & NEW MUSIC BEST COLLECTION -                       |
| イルカのミュージック・ハーモニー 20th Anniversary - FOLK & NEW MUSIC BEST -                 |
| 奥のフォーク道                                                                              |
| 続・奥のフォーク道                                                                          |
| 極・奥のフォーク道                                                                          |
| 青春のフォーク大全集 〜あの素晴らしい愛をもう一度〜 （2004年09月22日発売）                  |
| カレッジ・ポップス&フォーク 完全版 （2012年08月16日発売）                                   |
| フォーク名曲事典 〜富澤一誠監修〜 （2014年08月20日発売）通販限定                            |
| 歌姫BEST 〜フォーク&ニューミュージック〜 （2015年02月10日発売）通販限定                     |
| フォークの足跡 〜フォーク・ニューミュージック名曲集〜 （2015年09月11日発売）                |
| 永遠のフォーク・ファイル - JAPANESE FOLK & POPS 60's・70's - （2016年05月12日発売）通販限定 |
| 十年フォーク 〜1970 - 1979〜 （2017年06月15日発売）通販限定                                 |
| THEフォーク・コンサート 実況録音盤ロイヤルBOX （2020年08月17日発売）                        |
| 永遠のGS&フォーク BEST100 （2023年05月18日発売）通販限定                                    |
| 青春ミュージックメモリーズ （2023年11月10日発売）                                           |
| ニューミュージック・ベスト・フォーエバー （2024年02月16日発売）通販限定                     |
| 1枚組                                                                                       |
| フォーク・ヒッツ・セレクション                                                              |
| ニューミュージック・コレクション 〜心の旅 / 今はもうだれも〜 （2002年発売）                 |
| フォーク&フォーク （2007年発売）                                                            |
| 想い出のフォーク・ロック〜想い出の渚 / あの素晴しい愛をもう一度〜 （2007年発売）            |
| フォーク&ニューミュージック伝説 スーパーベスト （2007年4月7日発売）                         |
| 青春のフォークミュージック・ベスト 〜なごり雪・落陽〜 （2011年11月20日発売）                |
| 思い出のフォーク・ベスト18 〜神田川 / 君と歩いた青春〜 （2019年3月13日発売）                |
| 青春フォークベストセレクション                                                              |
| 2枚組                                                                                       |
| ニューミュージック・ベスト 〜チャンピオン / ルビーの指環〜                                  |
| 原宿フォーク・グラフィティ40 （2007年10月24日発売）                                         |
| アコギ王 （2008年9月26日発売）                                                              |
| 青春フォーク倶楽部 40 （2008年11月19日発売）                                                |
| 青春のうた （2011年発売）                                                                   |
| 想い出のフォーク&ニューミュージック（酒場編） （2013年11月20日発売）                        |
| 私たちのフォークソング ベスト32 〜時のいたずら〜 （2016年9月21日発売）                      |
| 愛しきフォーク 〜季節の中で〜 （2018年10月3日発売）                                         |
| 心に響くフォーク 〜遠い世界に〜 （2021年3月24日発売）                                       |
| 永遠のフォークソング 〜私たちの望むものは〜 （2022年9月21日発売）                           |
| 恋するニューミュージック （2023年8月23日発売）                                              |
| 4枚組                                                                                       |
| 愛と青春のフォーク大全集 （2002年11月7日発売）                                              |
| 愛と青春のニューミュージック大全集 （2003年7月16日発売）                                    |
| シリーズ版                                                                                  |
| yorimoプレゼンツ                                                                            |
| ザ・フォーク・ベスト・セレクション                                                          |
| 想い出のフォーク&ニューミュージック 同窓会                                                  |
| うたなび 〜ベスト・フォーク&ポップス〜                                                      |
| フォーク・ビレッジ 〜フォーク&ニューミュージック大全集〜                                    |
| フォーク&ニューミュージック・ヒストリー (20世紀BEST)                                        |
| 回奏録ヤマハ年代別コレクション                                                              |
| フォーク歌年鑑 〜フォーク&ニューミュージック大全集〜                                        |
| YUI Seventies                                                                               |
| 日本クラウン                                                                                |
| フォーク黄金時代 40-THE GOLDEN AGE OF FOLK SONGS- （2007年01月24日発売）2枚組               |
| あの頃の僕たち 青春ギター・フォーク・ベスト20 （2007年02月14日発売）1枚組                   |
| フォーク&ポップス Age45+ （2008年01月16日発売）2枚組                                        |
| フォーク伝説 〜Respect for Takahiko Ishikawa〜 （2008年05月07日発売）1枚組                  |
| フォーク・ベスト・リクエスト （2009年08月05日発売）1枚組                                    |
| フォーク熱中時代 40 （2010年04月14日発売）2枚組                                             |
| フォーク酒場で唄わせて50曲 （2010年07月07日発売）3枚組                                      |
| フォーク黄金時代 DELUXE 50 （2011年03月16日発売）3枚組                                      |
| 青春のフォーク&ポップス 70's （2012年01月11日発売）2枚組                                    |
| クラウン フォーク・ロック名鑑ベスト50! （2012年11月07日発売）3枚組                          |
| 青春フォーク物語 （2013年02月06日発売）2枚組                                                |
| 好きです!わたしの青春フォーク ベスト40 （2013年10月23日発売）2枚組                          |
| 好きです!青春のフォーク&ポップス （2014年06月04日発売）2枚組                                |
| 私たちの黄金時代 〜ベスト・フォーク&ポップス〜 （2015年06月03日発売）2枚組                  |
| こころのフォーク&ポップス 〜君と歩いた青春〜 （2016年06月08日発売）2枚組                    |
| 涙のフォーク&ポップス 〜僕の胸でおやすみ〜 （2017年06月07日発売）2枚組                      |
| 青春のメロディー 〜フォーク・ベスト40〜 なごり雪 （2018年06月06日発売）2枚組                |
| あの頃の詩 〜フォーク&ポップス撰集 （2019年06月05日発売）2枚組                              |
| みんなのフォーク&ポップス 〜ベター・デイズが聴こえる〜 （2020年08月05日発売）2枚組          |
| あの頃の旋律 〜フォーク&ポップス・ベスト〜 （2022年01月12日発売）2枚組                      |
| 私たちの青春フォーク 〜ささやかなこの人生〜 （2022年12月07日発売）2枚組                     |
| 私たちの青春 〜フォーク&ニューミュージック・ベスト〜 （2023年12月06日発売）2枚組            |
| ユニバーサル・ミュージック                                                                  |
| 想い出のフォーク&ポップス大全集 (2003年) （2003年07月09日発売）4枚組                        |
| 永遠のフォーク&ポップス大全集 (2003年) （2003年07月23日発売）4枚組                          |
| 懐かしのフォーク&ポップス大全集 (2004年) （2004年06月23日発売）4枚組                        |
| 青春の詩 〜フォーク&ニューミュージック ヒットソングス〜 （2005年12月07日発売）3枚組         |
| キープ株式会社                                                                              |
| 想い出のフォーク&ポップス 1966〜1970                                                        |
| 想い出のフォーク&ポップス 1971〜1975                                                        |
| 想い出のフォーク&ポップス 1975〜1986                                                        |
| 想い出のフォーク&ニューミュージック （2015年10月30日発売）                                  |
| 想い出の青春フォーク                                                                        |
| 心に残る青春の歌 ベスト30                                                                   |
| 永遠の青春の歩み ベスト30                                                                   |
| 好きです!青春ポップス                                                                       |
| 好きです!青春フォーク                                                                       |
| ショップジャパン                                                                            |
| 青春のメモリーズ                                                                            |
| あの頃の歌 1970〜80                                                                         |
| The CD Club                                                                                 |
| ニューミュージック・スタンダード・ヒッツ                                                    |
| 懐かしのフォーク&ポップス                                                                   |
| ニューミュージック・ヒッツ・スペシャル                                                      |
| アーリー・フォーク・ヒッツ・スペシャル                                                      |
| フォーク&ポップス・ヒッツ・コレクション                                                     |
| ベスト・オブ・フォークデイズ 〜イムジン河・あの素晴らしい愛をもう一度〜                     |
| 青春のフォーク&ポップス 〜バラが咲いた / メリー・ジェーン〜                                 |
| 思い出のフォーク・ヒット・コレクション                                                      |
| フォーク&ニューミュージック・ヒストリー (The CD Club)                                       |
| 青春の時 〜四季のフォーク&ニューミュージック〜                                              |
| 想い出のフォーク・ニューミュージック・ヒット                                                |

- こころのうた
- フォーク&ポップス ベスト・コレクション
- 青春のフォークソングス名曲集
- ニューミュージック・スーパー・ヒッツ・コレクション
- ニューミュージック・スペシャル・コレクション
- マイ・ソングス -おもいでのうた-
- ニューミュージック・メモリアル・コレクション
- 愛と青春のメロディー
- 愛と青春のうた
- フォーク・ポップス・グラフィティ
- ニューミュージック・ベスト・コレクション
- ニューミュージック・スペシャル
- あの素晴しい曲をもう一度

### 洋楽
ガレージロック
ナゲッツシリーズ
- ナゲッツ:オリジナル・アーティファクツ・フロム・ザ・ファースト・サイケデリック・エラ、1965-1968
- ナゲッツII:オリジナル・アーティファクツ・フロム・ザ・ブリティッシュ・エンパイア・アンド・ビヨンド、1964-1969

ディスコ